# Latonas Spitzmaus

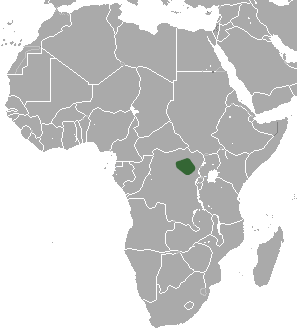
Verbreitungsgebiet von Latonas Spitzmaus

Latonas Spitzmaus (Crocidura latona) ist ein in Zentralafrika verbreitetes Säugetier in der Gattung der Weißzahnspitzmäuse.

## Merkmale
Anhand weniger Exemplare konnte eine Kopf-Rumpf-Länge von 65 bis 76 mm, eine Schwanzlänge von etwa 60 mm sowie ein durchschnittliches Gewicht von 6,6 g ermittelt werden. Ein Individuum hatte 14 mm lange Hinterfüße und 9 mm lange Ohren. Während das Fell oberseits dunkelbraun ist, kommt auf der Unterseite mittelbraunes Fell vor. Um die Drüsen an den Körperseiten erscheint das Fell rotbraun. An den braunen Vorder- und Hinterpfoten sind nur wenige dünne Haare vorhanden. Der lange Schwanz hat hauptsächlich eine schwarzbraune Farbe. Die Art hat verglichen mit Crocidura maurisca und der Nacktschwanz-Spitzmaus einen verhältnismäßig kleineren Schädel und kleinere Zähne. Crocidura jacksoni hat helleres Fell.

## Verbreitung
Latonas Spitzmaus lebt im Nordosten der Demokratischen Republik Kongo. Die Art hält sich im Flach- und Hügelland bis 500 Meter Höhe auf. Sie bewohnt ursprüngliche tropische Wälder und sekundäre Wälder. Diese Spitzmaus verlässt vermutlich Inseln im Kongo bei Überschwemmungen.

## Lebensweise
Die Exemplare halten sich auf dem Boden auf und jagen verschiedene wirbellose Tiere wie Ameisen, Termiten, Zweiflügler, Käfer, Feldheuschrecken, Doppelfüßer oder Webspinnen. Die Beutetiere sind 3 bis 30 mm lang, wobei Tiere bis 10 mm Länge deutlich überwiegen.

## Gefährdung
Latonas Spitzmaus kommt in verschiedenen Schutzgebieten vor. Die IUCN listet sie als nicht gefährdet (least concern).